# Антоніо Кандрева
Антоніо Кандрева (італ. Antonio Candreva, нар. 28 лютого 1987, Рим) — італійський футболіст, правий півзахисник «Салернітани» та збірної Італії.

## Клубна кар'єра
Народився 28 лютого 1987 року в Римі. Вихованець юнацьких команд футбольних клубів «Лодіджіані» та «Тернана».
У дорослому футболі дебютував 2004 року виступами за «Тернану», в якій провів три сезони, взявши участь у 47 матчах чемпіонату.
Своєю грою за цю команду привернув увагу представників тренерського штабу «Удінезе», до складу якого приєднався влітку 2007 року. Проте закріпитися в складі команди з Удіне Антоніо не зумів, зігравши у наступному сезоні за основну команду лише вісім ігор в усіх турнірах.
Через це влітку 2008 року Кандрева на правах оренди перейшов у «Ліворно». Більшість часу, проведеного у складі «Ліворно», був основним гравцем команди і допоміг команді вийти до Серії А.
На початку 2010 року також на правах оренди перейшов у «Ювентус», де також став основним гравцем і навіть дебютував у єврокубках.
Протягом сезону 2010-11 на правах оренди захищав кольори «Парми». Граючи у складі «Парми», також здебільшого виходив на поле в основному складі команди. Після чого півроку провів у «Чезені».
У січні 2012 року на правах оренди перейшов у «Лаціо», з яким 2013 року виграв свій перший трофей — Кубок Італії. Наразі встиг відіграти за «біло-блакитних» 50 матчів у національному чемпіонаті. 
У серпні 2016 року став гравцем «Інтернаціонале». Протягом наступних чотирьох сезонів провів за міланську команду 151 гру в усіх турнірах.
25 вересня 2020 року на умовах оренди з обов'язковим подальшим викупом перейшов до «Сампдорії». Влітку 2021 року генуезький клуб за 2,5 мільйона євро викупив контракт гравця, а за рік, влітку 2022, віддав його в оренду до «Салернітани».

## Виступи за збірні
2004 року дебютував у складі юнацької збірної Італії, взяв участь у 15 іграх на юнацькому рівні, відзначившись 1 забитим голом.
Протягом 2005–2009 років залучався до складу молодіжної збірної Італії, разом з якою брав участь у молодіжному Євро-2009, де Італія дійшла до півфіналу. Всього на молодіжному рівні зіграв у 18 офіційних матчах.
2008 року захищав кольори олімпійської збірної Італії на Олімпійських іграх 2008 року у Пекіні. У складі цієї команди провів 6 матчів.
14 листопада 2009 року дебютував в офіційних матчах у складі національної збірної Італії в товариській грі проти збірної Нідерландів.
У складі збірної був учасником розіграшу Кубка Конфедерацій 2013 року, чемпіонату світу 2014 та чемпіонату Європи 2016. 
Загалом протягом десяти років провів у формі головної команди країни 54 матчі, забив 7 голів.

## Статистика виступів

### Статистика клубних виступів
Статистика станом на 16 вересня 2022
| Сезон                      | Команда                    | Чемпіонат                  | Чемпіонат | Чемпіонат | Національний кубок | Національний кубок | Національний кубок | Єврокубки | Єврокубки | Єврокубки | Інші змагання | Інші змагання | Інші змагання | Усього | Усього |
| Сезон                      | Команда                    | Ліга                       | Ігор      | Голів     | Ліга               | Ігор               | Голів              | Ліга      | Ігор      | Голів     | Ліга          | Ігор          | Голів         | Ігор   | Голів  |
| -------------------------- | -------------------------- | -------------------------- | --------- | --------- | ------------------ | ------------------ | ------------------ | --------- | --------- | --------- | ------------- | ------------- | ------------- | ------ | ------ |
| 2004-05                    | «Тернана»                  | B                          | 2         | 0         | КІ                 | 0                  | 0                  | -         | —         | —         | —             | —             | —             | 2      | 0      |
| 2005-06                    | «Тернана»                  | B                          | 29        | 0         | КІ                 | 1                  | 0                  | -         | —         | —         | —             | —             | —             | 30     | 0      |
| 2006-07                    | «Тернана»                  | C1                         | 16        | 0         | KI-C               | 0                  | 0                  | -         | —         | —         | —             | —             | —             | 16     | 0      |
| Усього за «Тернану»        | Усього за «Тернану»        | Усього за «Тернану»        | 47        | 0         |                    | 1                  | 0                  |           |           |           |               |               |               | 48     | 0      |
| 2007-08                    | «Удінезе»                  | A                          | 3         | 0         | КІ                 | 5                  | 0                  | —         | —         | —         | —             | —             | —             | 8      | 0      |
| 2008-09                    | «Ліворно»                  | B                          | 33        | 2         | КІ                 | 0                  | 0                  | —         | —         | —         | —             | —             | —             | 33     | 2      |
| 2009-10                    | «Ліворно»                  | A                          | 19        | 0         | КІ                 | 3                  | 0                  | —         | —         | —         | —             | —             | —             | 22     | 0      |
| Усього за «Ліворно»        | Усього за «Ліворно»        | Усього за «Ліворно»        | 52        | 2         |                    | 3                  | 0                  |           |           |           |               |               |               | 55     | 2      |
| 2009-10                    | «Ювентус»                  | A                          | 16        | 2         | КІ                 | 1                  | 0                  | ЛЄ        | 3         | 0         | —             | —             | —             | 20     | 2      |
| 2010-11                    | «Парма»                    | A                          | 31        | 3         | КІ                 | 2                  | 0                  | —         | —         | —         | —             | —             | —             | 33     | 3      |
| 2011-12                    | «Чезена»                   | A                          | 18        | 2         | КІ                 | 2                  | 1                  | —         | —         | —         | —             | —             | —             | 20     | 3      |
| 2011-12                    | «Лаціо»                    | A                          | 15        | 3         | КІ                 | 0                  | 0                  | ЛЄ        | 2         | 0         | —             | —             | —             | 17     | 3      |
| 2012-13                    | «Лаціо»                    | A                          | 35        | 6         | КІ                 | 3                  | 0                  | ЛЄ        | 11        | 1         | —             | —             | —             | 49     | 7      |
| 2013–14                    | «Лаціо»                    | A                          | 37        | 12        | КІ                 | 1                  | 0                  | ЛЄ        | 5         | 0         | СІ            | 1             | 0             | 44     | 12     |
| 2014–15                    | «Лаціо»                    | A                          | 34        | 10        | КІ                 | 4                  | 1                  | -         | -         | -         | -             | -             | -             | 38     | 11     |
| 2015–16                    | «Лаціо»                    | A                          | 30        | 10        | КІ                 | 2                  | 0                  | ЛЧ+ЛЄ     | 2+9       | 0+2       | СІ            | 1             | 0             | 44     | 12     |
| Усього за «Лаціо»          | Усього за «Лаціо»          | Усього за «Лаціо»          | 151       | 41        |                    | 10                 | 1                  |           | 29        | 3         |               | 2             | 0             | 192    | 45     |
| 2016–17                    | «Інтернаціонале»           | A                          | 38        | 6         | КІ                 | 2                  | 1                  | ЛЄ        | 5         | 1         | -             | -             | -             | 45     | 8      |
| 2017–18                    | «Інтернаціонале»           | A                          | 36        | 0         | КІ                 | 1                  | 0                  | -         | -         | -         | -             | -             | -             | 37     | 0      |
| 2018–19                    | «Інтернаціонале»           | A                          | 18        | 1         | КІ                 | 2                  | 2                  | ЛЧ+ЛЄ     | 5+4       | 0         | -             | -             | -             | 29     | 3      |
| 2019–20                    | «Інтернаціонале»           | A                          | 32        | 5         | КІ                 | 2                  | 1                  | ЛЧ+ЛЄ     | 5+1       | 1+0       | -             | -             | -             | 40     | 7      |
| Усього за «Інтернаціонале» | Усього за «Інтернаціонале» | Усього за «Інтернаціонале» | 124       | 12        |                    | 7                  | 4                  |           | 20        | 2         |               | -             | -             | 151    | 18     |
| 2020–21                    | «Сампдорія»                | A                          | 35        | 5         | КІ                 | 1                  | 0                  | -         | -         | -         | -             | -             | -             | 36     | 5      |
| 2021–22                    | «Сампдорія»                | A                          | 36        | 7         | КІ                 | 3                  | 0                  | -         | -         | -         | -             | -             | -             | 39     | 7      |
| черв.- серп. 2022          | «Сампдорія»                | A                          | 0         | 0         | КІ                 | 1                  | 0                  | -         | -         | -         | -             | -             | -             | 1      | 0      |
| Усього за «Сампдорію»      | Усього за «Сампдорію»      | Усього за «Сампдорію»      | 71        | 12        |                    | 5                  | 0                  |           | -         | -         |               | -             | -             | 76     | 12     |
| 2022–23                    | «Салернітана»              | A                          | 7         | 1         | КІ                 | 0                  | 0                  | -         | -         | -         | -             | -             | -             | 7      | 1      |
| Усього за кар'єру          | Усього за кар'єру          | Усього за кар'єру          | 519+1     | 75        |                    | 40                 | 7                  |           | 52        | 5         |               | 2             | 0             | 614    | 87     |

### Статистика виступів за збірну
| Дата       | Місто               | Господарі          | Результат               | Гості       | Турнір             | Голи | Примітки |
| ---------- | ------------------- | ------------------ | ----------------------- | ----------- | ------------------ | ---- | -------- |
| 14-11-2009 | Пескара             | Італія             | 0 – 0                   | Нідерланди  | товариський матч   | -    | 76'      |
| 18-11-2009 | Чезена              | Італія             | 1 – 0                   | Швеція      | товариський матч   | -    | 46'      |
| 12-10-2012 | Єреван              | Вірменія           | 1 – 3                   | Італія      | Відбір до ЧС 2014  | -    | 87'      |
| 16-10-2012 | Мілан               | Італія             | 3 – 1                   | Данія       | Відбір до ЧС 2014  | -    | 75'      |
| 14-11-2012 | Парма               | Італія             | 1 – 2                   | Франція     | товариський матч   | -    | 70'      |
| 06-02-2013 | Амстердам           | Нідерланди         | 1 – 1                   | Італія      | товариський матч   | -    | 46'      |
| 26-03-2013 | Та'Калі             | Мальта             | 0 – 2                   | Італія      | Відбір до ЧС 2014  | -    | 61'      |
| 11-06-2013 | Ріо-де-Жанейро      | Італія             | 2 – 2                   | Гаїті       | товариський матч   | -    |          |
| 22-6-2013  | Салвадор (Бразилія) | Італія             | 2 – 4                   | Бразилія    | Кубок Конфедерацій | -    |          |
| 27-6-2013  | Форталеза           | Іспанія            | 0 – 0 д.ч. (7 – 6 п.п.) | Італія      | Кубок Конфедерацій | -    |          |
| 30-6-2013  | Салвадор (Бразилія) | Уругвай            | 2 – 2 д.ч. (2 – 3 п.п.) | Італія      | Кубок Конфедерацій | -    |          |
| 15-8-2013  | Рим                 | Італія             | 1 – 2                   | Аргентина   | товариський матч   | -    | 46'      |
| 6-9-2013   | Палермо             | Італія             | 1 – 0                   | Болгарія    | Відбір до ЧС 2014  | -    |          |
| 10-9-2013  | Турин               | Італія             | 2 – 1                   | Чехія       | Відбір до ЧС 2014  | -    |          |
| 11-10-2013 | Копенгаген          | Данія              | 2 – 2                   | Італія      | Відбір до ЧС 2014  | -    |          |
| 15-10-2013 | Неаполь             | Італія             | 2 – 2                   | Вірменія    | Відбір до ЧС 2014  | -    | 60'      |
| 15-11-2013 | Мілан               | Італія             | 1 – 1                   | Німеччина   | товариський матч   | -    | 53'      |
| 18-11-2013 | Лондон              | Італія             | 2 – 2                   | Нігерія     | товариський матч   | -    | 19', 66' |
| 5-3-2014   | Мадрид              | Іспанія            | 1 – 0                   | Італія      | товариський матч   | -    | 46'      |
| 4-6-2014   | Перуджа             | Італія             | 1 – 1                   | Люксембург  | товариський матч   | -    | 79'      |
| 14-6-2014  | Манаус              | Англія             | 1 – 2                   | Італія      | ЧС 2014 - 1-й етап | -    | 79'      |
| 20-6-2014  | Ресіфі              | Італія             | 0 – 1                   | Коста-Рика  | ЧС 2014 - 1-й етап | -    | 57'      |
| 4-9-2014   | Барі                | Італія             | 2 – 0                   | Нідерланди  | товариський матч   | -    | 72'      |
| 10-10-2014 | Палермо             | Італія             | 2 – 1                   | Азербайджан | Відбір до ЧЄ 2016  | -    | 81'      |
| 13-10-2014 | Та-Калі             | Мальта             | 0 – 1                   | Італія      | Відбір до ЧЄ 2016  | -    |          |
| 16-11-2014 | Мілан               | Італія             | 1 – 1                   | Хорватія    | Відбір до ЧЄ 2016  | 1    |          |
| 28-3-2015  | Софія (місто)       | Болгарія           | 2 – 2                   | Італія      | Відбір до ЧЄ 2016  | -    |          |
| 12-6-2015  | Спліт               | Хорватія           | 1 – 1                   | Італія      | Відбір до ЧЄ 2016  | 1    |          |
| 16-6-2015  | Женева              | Італія             | 0 – 1                   | Португалія  | товариський матч   | -    | 64'      |
| 3-9-2015   | Флоренція           | Італія             | 1 – 0                   | Мальта      | Відбір до ЧЄ 2016  | -    | 64', 87' |
| 6-9-2015   | Палермо             | Італія             | 1 – 0                   | Болгарія    | Відбір до ЧЄ 2016  | -    | 85'      |
| 10-10-2015 | Баку                | Азербайджан        | 1 – 3                   | Італія      | Відбір до ЧЄ 2016  | -    | 88'      |
| 13-10-2015 | Рим                 | Італія             | 2 – 1                   | Норвегія    | Відбір до ЧЄ 2016  | -    | 72'      |
| 13-11-2015 | Брюссель            | Бельгія            | 3 – 1                   | Італія      | товариський матч   | 1    |          |
| 17-11-2015 | Болонья             | Італія             | 2 – 2                   | Румунія     | товариський матч   | -    | 81'      |
| 24-3-2016  | Удіне               | Італія             | 1 – 1                   | Іспанія     | товариський матч   | -    | 60'      |
| 29-5-2016  | Та-Калі             | Італія             | 1 – 0                   | Шотландія   | товариський матч   | -    | 62'      |
| 6-6-2016   | Верона              | Італія             | 2 – 0                   | Фінляндія   | товариський матч   | 1    | 76'      |
| 13-6-2016  | Ліон                | Бельгія            | 0 – 2                   | Італія      | ЧЄ 2016 - 1-й етап | -    |          |
| 17-6-2016  | Тулуза              | Італія             | 1 – 0                   | Швеція      | ЧЄ 2016 - 1-й етап | -    |          |
| 1-9-2016   | Барі                | Італія             | 1 – 3                   | Франція     | товариський матч   | -    |          |
| 5-9-2016   | Хайфа               | Ізраїль            | 1 – 3                   | Італія      | Відбір до ЧС 2018  | 1    | 67'      |
| 9-10-2016  | Скоп'є              | Північна Македонія | 2 – 3                   | Італія      | Відбір до ЧС 2018  | -    |          |
| 12-11-2016 | Вадуц               | Ліхтенштейн        | 0 – 4                   | Італія      | Відбір до ЧС 2018  | 1    | 74'      |
| 24-3-2017  | Палермо             | Італія             | 2 – 0                   | Албанія     | Відбір до ЧС 2018  | -    |          |
| 7-6-2017   | Ніцца               | Італія             | 3 – 0                   | Уругвай     | товариський матч   | -    | 58'      |
| 11-6-2017  | Удіне               | Італія             | 5 – 0                   | Ліхтенштейн | Відбір до ЧС 2018  | -    | 60'      |
| 2-9-2017   | Мадрид              | Іспанія            | 3 – 0                   | Італія      | Відбір до ЧС 2018  | -    | 70'      |
| 5-9-2017   | Реджо-нель-Емілія   | Італія             | 1 – 0                   | Ізраїль     | Відбір до ЧС 2018  | -    | 87'      |
| 9-10-2017  | Шкодер (місто)      | Албанія            | 0 – 1                   | Італія      | Відбір до ЧС 2018  | 1    |          |
| 10-11-2017 | Стокгольм           | Швеція             | 1 – 0                   | Італія      | Відбір до ЧС 2018  | -    |          |
| 13-11-2017 | Мілан               | Італія             | 0 – 0                   | Швеція      | Відбір до ЧС 2018  | -    | 76'      |
| 23-3-2018  | Манчестер           | Італія             | 0 – 2                   | Аргентина   | товариський матч   | -    | 61'      |
| 27-3-2018  | Лондон              | Англія             | 1 – 1                   | Італія      | товариський матч   | -    | 56'      |
| Усього     |                     | Матчів             | 54                      |             | Голів              | 7    |          |

## Титули і досягнення
- Володар Кубка Італії (1):

«Лаціо»: 2012-13